# 닥터 T
《닥터 T》(영어: Dr. T and the Women)는 2000년에 개봉한 미국의 로맨틱 코미디 영화이다. 앙상블 캐스트로 리처드 기어, 헬렌 헌트, 파라 포셋, 로라 던, 셸리 롱, 태라 리드, 케이트 허드슨, 리브 타일러가 출연하였다.
이 영화는 대체로 엇갈린 평가를 받았다.

## 줄거리
통칭 "닥터 T"로 불리는 설리번은 부유한 댈러스 여성의학과 의사로 "여성"이 전문 분야이지만 어느 순간부터 주변 여성들로 인한 대혼란이 시작된다.

## 출연
- 리처드 기어 - 설리번 트래비스 의사 / 닥터 T 역
- 헬렌 헌트 - 브리 데이비스 역
- 파라 포셋 - 케이트 트래비스 역
- 로라 던 - 페기 역
- 셸리 롱 - 캐럴린 역
- 케이트 허드슨 - 디 디 트래비스 역
- 리브 타일러 - 매릴린 역
- 태라 리드 - 코니 트래비스 역
- 로버트 헤이스 - 할런 역
- 앤디 릭터 - 일라이 역
- 리 그랜트 - 하퍼 의사 역
- 저닌 터너 - 도러시 챔블리스 역
- 세라 샤히 - 치어리더 역 (크레디트 미기재)

## 우리말 녹음
KBS 성우진 (2004년 7월 4일)
- 이정구 - 닥터 T(리처드 기어)
- 송도영 - 브리(헬렌 헌트)
- 이경자 - 케이트(파라 포셋)
- 정옥주 - 페기(로라 던)
- 최문자 - 캐럴린(셸리 롱)
- 배정미 - 디디(케이트 허드슨)
- 은영선 - 매릴린(리브 타일러)
- 이현주 - 코니(태라 리드)
- 이호인 - 할런(로버트 헤이스)
- 이근욱 - 빌(맷 멀로이)
- 노민 - 일라이(앤디 릭터)
- 성선녀 - 마리아(리 그랜트)
- 강미형 - 도러시(저닌 터너)
- 문지현 - 티퍼니
- 김혜미 - 주디
- 정미경 - 안무 지도자
- 장우영 - 레이시
- 이원준 - 랜디
- 임채헌 - 마크